# Ilyushin Il-103
L'Ilyushin Il-103 (in russo Ильюшин Ил-103) è un monomotore ad elica ad ala bassa multiruolo con capacità acrobatiche progettato dall'OKB 39 e sviluppato in Unione Sovietica negli anni novanta.
Avviato alla produzione in serie dalla nuova realtà aziendale, la russa Ilyushin Aviation Complex, dopo la dissoluzione dell'URSS, l'Il-103 è proposto, sia al mercato civile di aviazione generale che a quello militare, come addestratore basico per la formazione dei piloti nel volo a vista e acrobatico e come aereo da osservazione.

## Descrizione tecnica

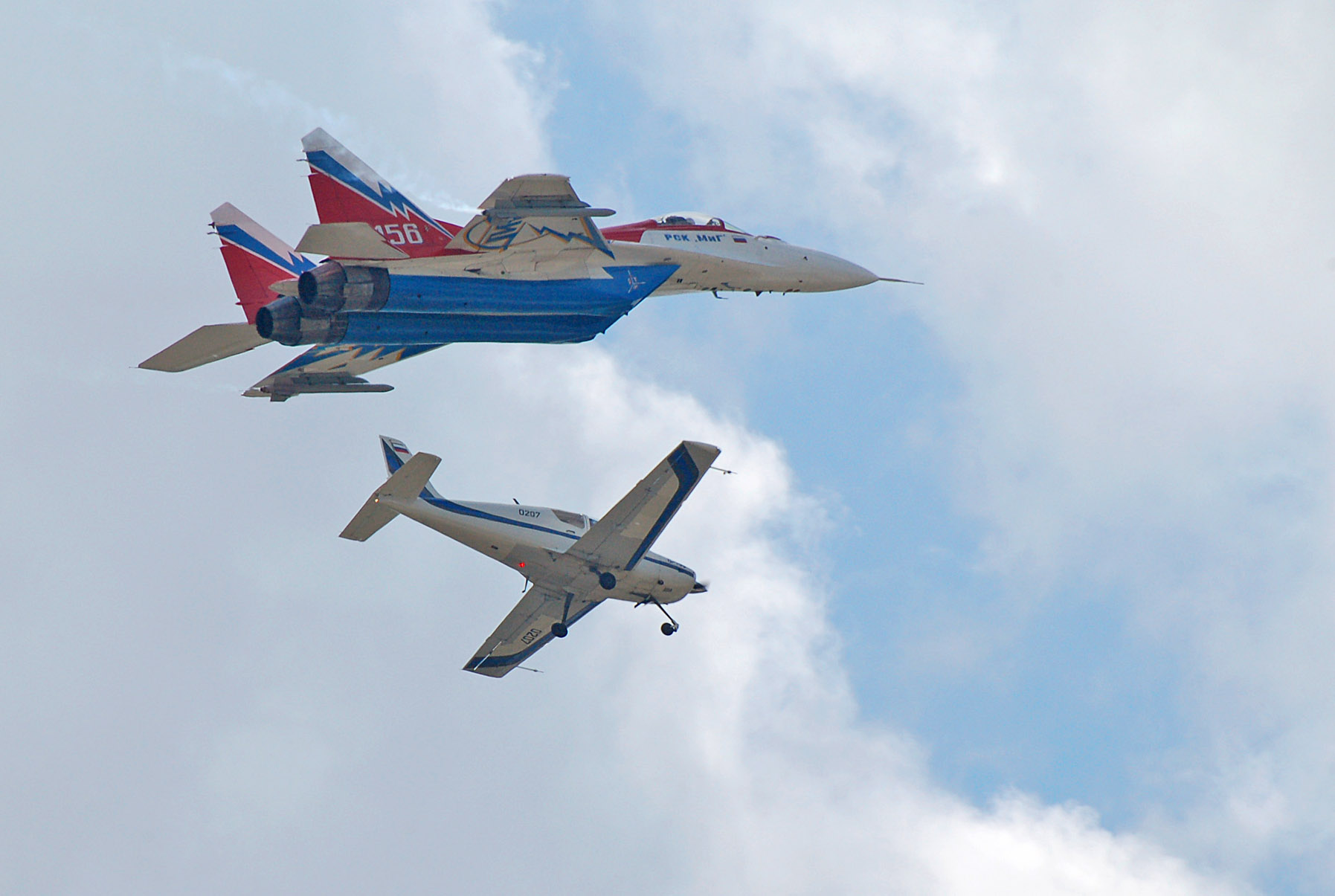
Un Il-103 affiancato in volo da un Mikoyan-Gurevich MiG-29 durante l'esibizione aerea in occasione del МАКS-2007.

L'Il-103 è un velivolo di impostazione moderna per la categoria a cui appartiene; monomotore monoplano ad ala bassa e carrello triciclo anteriore fisso.
La fusoliera presenta una cabina a quattro/cinque posti (2+2/3), uno per il pilota e gli altri per i passeggeri. In alcune versioni sono presenti solo i due anteriori (versione da addestramento) o solo quella del pilota (Il-103SH). Posteriormente termina in un impennaggio classico monoderiva.
L'ala, montata bassa e a sbalzo, è caratterizzata da un sensibile angolo di diedro positivo.
Il carrello d'atterraggio è triciclo anteriore, fisso, ammortizzato e dotato di ruote a bassa pressione per operare su piste semipreparate, con gli elementi posteriori collegati alla fusoliera sotto all'abitacolo mentre il terzo elemento si trova posizionato sotto il motore.
La propulsione è affidata ad un motore Continental IO-360-ES, un 6 cilindri boxer raffreddato ad aria capace di erogare una potenza pari a 210 hp (156 kW), abbinato ad un'elica bipala Hartzell BHC-C2YF-1BF/F8459A-8R, metallica, a passo variabile.

## Versioni
Il-103
versione base commercializzata per il mercato russo.
Il-103-10
versione da esportazione dotata di avionica migliorata.
Il-103-11
versione da esportazione dotata di avionica rivista rispetto al modello base.
Il-103SH
versione aereo agricolo.

## Utilizzatori

### Militari
Corea del Sud
- Daehan Minguk Gonggun

ha operato dal 2002 al maggio 2018 con 23 esemplari, designati localmente come T-103.ritirati dal servizio a maggio 2018.
 Perù
- Aviación del Ejército del Perú

opera nell'Escuela de Aviación del Ejército presso l'aeroporto di Moquegua.

## Velivoli comparabili
Stati Uniti
- Beechcraft Musketeer
- Piper PA-28